# 曲淵景漸
曲淵 景漸（まがりぶち かげつぐ、享保10年（1725年） - 寛政12年4月30日（1800年5月23日））は、江戸時代の旗本、奉行。曲淵景衡の子。兄に景福、子に景露。武田信玄に仕え武功を挙げた曲淵吉景の後裔。

## 生涯
寛保3年（1743年）、兄景福の死去に伴い家督を継承、寛延元年（1748年）に小姓組番士となり、小十人頭、目付と昇進、明和2年（1765年）、41歳で大坂西町奉行に抜擢され、甲斐守に叙任される。明和6年（1769年）に江戸北町奉行に就任し、約18年間に渡って奉行職を務めて江戸の統治に尽力した。
在職中に起こった田沼意知刃傷事件を裁定し、犯人である佐野政言を取り押さえなかった若年寄や目付らに出仕停止などの処分を下した。政言の介錯を務めたのは景漸配下の同心であったという。経済にも精通しており、大坂から江戸への米穀回送などに尽力した。
当時の江戸市中において曲淵景漸は、根岸鎮衛と伯仲する名奉行として庶民の人気が高かった。明和8年（1771年）3月4日に、小塚原の刑場において罪人の腑分け（解剖）を行った際、その前日に「明日、小塚原で刑死人の腑分けをするから見分したければ来い」という通知を江戸の医師達に伝令した。この通達により「解体新書」などで名高い杉田玄白と前野良沢・中川淳庵らは刑死人の内臓を実見することができ、オランダ語医学書『ターヘル・アナトミア』の解剖図と比較することで日本の医学の遅れを痛感することになる。

### 天明の打ちこわし
天明6年（1786年）に天明の大飢饉と凶作によって米価が高騰して深刻な米不足が起こった。
翌天明7年（1787年）にかけて景漸ら町奉行所は様々な対策を打ち出すも、商人や幕府役人の癒着構造、そもそもの品不足などもあり、これを好転させる成果は出せなかった。俗に言われる説では、景漸が食料不足の対処に当たっていた折、米穀支給を望んで景漸を頼って押しかけてきた町人達と問答している内に激昂してしまい、その請願を一蹴した上で「昔は米が払底していた時は犬を食った。犬1匹なら7貫文程度で買える。米がないなら犬を食え」「町人は米を喰わずに麦を喰え」「以前の飢饉では猫1匹が3匁した、今回はそれほどでもない」などと放言し、その舌禍が町人の怒りの導火線に火を付け、群衆により複数の米問屋などが襲撃され、江戸市中が一時無秩序状態になるほどの大規模な打ちこわしに発展していたとされる。近年の研究に拠れば、実際の発言内容は不明であり、食糧事情に不安と不満を持つ大衆の間に、奉行はこう言った、という形で真偽不詳の風説が流布したものと考えられている。
拡大するこの事態に江戸城中では寺社奉行と勘定奉行と町奉行の、いわゆる三奉行が対応を協議したが、なぜ町奉行所が現場に出向かないのかと批判されると、北町奉行の曲淵景漸は「この程度のことでは出向かない」と回答した。この曲淵の発言に対し、勘定奉行の久世広民は「いつもは少し火が出ただけでも出て行くのに、今回のような非常事態に町奉行が現場に出向かないというのはどういうことだ」と、厳しく批判した。結局、景漸ら町奉行所勢は打ちこわし鎮静化を図るために現場に出向くことになったが、町奉行や捕縛をする役人たちは打ちこわし勢から「普段は奉行のことを敬いもする、しかしこのような事態となっては何を恐れ憚ることがあろうか、近寄ってみろ、打ち殺してやる」「今、江戸中の人々は皆同じように苦しんでいる、しかし公儀からは全く援助の手が差し伸べらず見殺しにされている、まことにむごく不仁な御政道でございますなあ」などの罵声を浴び、町奉行側も打ちこわし勢を片っ端から捕縛するようなことはせず、基本的に打ちこわし時に盗みを行う者を捕まえるのみに留まった。
このように鎮圧に消極的ながらも尽力したものの、町奉行所の手勢の数のみでは対応できず、逆に同心らが襲撃されるような状態であり、そもそも町奉行所の権限では前述のような、癒着構造や物価高騰・品不足などを抜本から解決できるわけではなかった。
この状況を重く見た幕府は5月23日（7月8日）、長谷川平蔵ら先手組頭10名に市中取り締まりを命じ、騒動を起こしている者を捕縛して町奉行に引き渡し、状況によっては切り捨てても構わないとされた。しかし実際に打ちこわし勢を捕縛した先手組は2組に過ぎず、残りの8組は江戸町中を巡回しているだけであった。5月24日（7月9日）に町奉行所から、騒動を起こした場所にいる者は見物人ともども捕らえること、米の小売の督励と米の隠匿を禁じる町触が出た。同時に各町内の木戸が常時閉められ、竹槍、鳶口などで武装した番人が警備を行い、木戸の無い町では急遽竹矢来を設置するなどして、打ちこわし勢の侵入を防ぐ手立てが講じられるようになった。また、5月22日（7月7日）、幕府は困窮者に対する「お救い」の実施を決定し、勝手係老中の水野忠友は町奉行に対し支援を要する人数の確認を指示した。町奉行は支援対象者を36万2000人と見積もり、一人につき米一升の支援を要するとした。町奉行からの報告を受けた水野忠友は5月23日（7月8日）、勘定奉行に対して二万両を限度として支援対象者一人当たり銀三匁二分を支給するよう指示し、5月25日（7月10日）には実際にお救い金として町方に引き渡された。また5月24日（7月9日）からは米の最高騰時の約半額で米の割り当て販売を開始し、困窮した庶民たちは給付されたお救い金で米を購入することができるようになった。
これらの諸政策により、5月25日（1787年7月10日）には江戸打ちこわしはほぼ沈静化した。同年、打ちこわしの発生および対応の遅さの責を被る形で奉行を罷免され、6月10日に石河政武が後任の北町奉行となり、景漸は西ノ丸留守居に降格させられた。景漸は民衆に同情していたためか、更なる暴動を防ぐためか、「市民と米屋とのただの喧嘩」などの名目で、打ちこわしに与した町人達への処罰を極力寛容なものに留めている。また南町、北町領両行所の与力の総責任者である年番与力に対し、ともに江戸追放、お家断絶の処分が下された。この打ちこわしによる幕府役人側の処分者は、景漸を含めこの三名のみである（正式な処分ではないが、権勢を誇った老中田沼意次の失脚と、次世代政権で政治の清廉を追求した老中松平定信の台頭はこの打ちこわしがきっかけともされる。詳しくは「天明の打ちこわし」項目参照）。

### 復権
一旦左遷された景漸ではあるが、その才覚は評価されており、後に松平定信が老中に就任すると、経済に通暁している知識を買われて勘定奉行として抜擢され、再度幕政に参画。棄捐令の法案作成にも携わり、定信失脚後まで務めたが、寛政8年（1796年）、72歳の時に致仕を願い出て翌年辞任した。
寛政12年（1800年）、76歳で死去。法名は爽智院殿顓良日懿大居士。